# (35071) 1989 TE5
(35071) 1989 TE5 es un asteroide perteneciente al cinturón de asteroides descubierto el 7 de octubre de 1989 por Eric Walter Elst desde el Observatorio de La Silla, Chile.

## Designación y nombre
Designado provisionalmente como 1989 TE5.

## Características orbitales
1989 TE5 está situado a una distancia media del Sol de 2,365 ua, pudiendo alejarse hasta 2,521 ua y acercarse hasta 2,208 ua. Su excentricidad es 0,066 y la inclinación orbital 4,197 grados. Emplea 1328,47 días en completar una órbita alrededor del Sol.

## Características físicas
La magnitud absoluta de 1989 TE5 es 15. 